# The Soft Pack
The Soft Pack is een Amerikaanse indierockband uit San Diego.

## Bezetting
- Matt Lamkin[3] (zang, gitaar)
- Matty McLoughlin[4] (gitaar)
- David Lantzman[5] (basgitaar)
- Brian Hill[6] (drums)

## Geschiedenis
De band heette oorspronkelijk The Muslims, maar wijzigde de naam na ignorante en racistische commentaren. De band heeft als thuisbasis Los Angeles. Na platen te hebben opgenomen bij 1928 Recordings, Sweet Tooth Records, Caspian Records en I Hate Rock n' Roll, is de band momenteel onder contract bij Kemado Records.
De band had een contract met Heavenly Recordings/Cooperative Music. Ze brachten hun volledige debuutalbum The Soft Pack uit bij Kemado Records in februari 2010. Het werd geproduceerd door Eli Janney en opgenomen in Brooklyn in de Saltlands Studio.
De single Answer to Yourself was de laatste song, die werd gestreamd op WOXY.com, voor de plotselinge stopzetting in maart 2010. Sinds augustus 2010 werd de single ook gebruikt voor de commercial van het Nederlandse biermerk Grolsch. In juni 2010 nam de indie-rockband Nada Surf een cover op van Bright Side op hun coveralbum If I Had a Hi-Fi.
Het tweede album Strapped werd uitgebracht bij Mexican Summer in augustus 2012. De band vertolkte Answer to Yourself in The Late Show van David Letterman en droegen hun optreden op aan Warren Zevon.
In augustus 2016 bracht Matt Lamkin zijn soloalbum Where I'm Matt uit bij BigMono Records. Matty McLoughlin bracht materiaal uit onder de naam US Underground. Het was toentertijd onduidelijk of The Soft Pack samen verder zou gaan met musiceren, maar in ieder geval is de band actief op hun socialemedia-accounts.

## Discografie

### Singles
- 2008: Parasites/Walking With Jesus (I Hate Rock n' Roll) als The Muslims
- 2008: Extinction (Sweet Tooth) als The Muslims
- 2008: Nightlife (Caspian)
- 2009: Answer to Yourself (Kemado)
- 2010: Gagdad (Mexican Summer)
- 2012: Saratoga (Mexican Summer)

### Albums
- 2010: The Soft Pack (Kemado)
- 2012: Strapped (Mexican Summer)

### Ep's
- 2008: The Muslims (1928 Recordings) als The Muslims
- 2009: Extinction (Merok)